# Robina Muqim Yaar
Robina Muqim Yaar född den 3 juli 1986 är en afghansk friidrottare som kanske är mest känd som en av de två första kvinnliga idrottarna från Afghanistan som har tävlat i ett sommar-OS. 1999 uteslöts Afghanistan från OS på grund av deras diskriminering av kvinnor under talibanregimen och missade därmed OS i Sydney 2000. Under den 115:e IOC-kongressen i Prag i juni 2003 upphävde IOC den avstängning som ålagts Afghanistan och landet skickade en delegation bestående bland annat med fem tävlande till OS i Aten 2004. Robina Muqim Yaar och Fariba Razayee (Farba Razayee) var de enda kvinnliga idrottarna i den afghanska delegationen och blev därmed de två första kvinnorna som någonsin tävlat för Afghanistan i ett OS.
Vid Olympiska sommarspelen 2004 i Aten slutade hon sjua i sitt försöksheat på 100 meter på tiden 14,14 som blev nytt afghanskt rekord. Robina Muqim Yaar deltog även vid Olympiska sommarspelen 2008 där hon blev sist i sitt försöksheat på 100 meter. Denna gången blev tiden 14,80. På IAAF:s världsmästerskap i Berlin 2009 sprang hon 100 meter på 14,24.
Hon tävlade idrottsligt under namnet Muqim Yaar och 2010 försökte hon bli invald i underhuset i Afghanistans parlament, Wolesi Jirga, under sin familjs namn Jalali.
Robina Muqim Yaar fick internationell uppmärksamhet för att hon sprang med hijab, den traditionella muslimska kvinnans huvudtäcke.

## Personligt rekord
- 100 meter - 14,06